# (3598) Saucier
(3598) Saucier est un astéroïde de la ceinture principale.

## Description
(3598) Saucier est un astéroïde de la ceinture principale. Il fut découvert le 18 mai 1977 à l'Observatoire Palomar par Ellen Suzanne Howell-Bus. Il présente une orbite caractérisée par un demi-grand axe de 3,18 UA, une excentricité de 0,10 et une inclinaison de 0,8° par rapport à l'écliptique.

## Compléments